# أيدان موفات
أيدان موفات (بالإنجليزية: Aidan Moffat)‏ هو مغني وكاتب أغاني وموسيقي بريطاني، ولد في 10 أبريل 1973 في فلكرك في المملكة المتحدة.

## وصلات خارجية
- الموقع الرسمي
- أيدان موفات على موقع ميوزك برينز (الإنجليزية)
- أيدان موفات على موقع ميوزك برينز (الإنجليزية)
- أيدان موفات على موقع أول ميوزيك (الإنجليزية)
- أيدان موفات على موقع أول ميوزيك (الإنجليزية)
- أيدان موفات على موقع ديسكوغز (الإنجليزية)
- أيدان موفات على موقع ديسكوغز (الإنجليزية)